# Steganacarus diatropos
Steganacarus diatropos är en kvalsterart som beskrevs av Wojciech Niedbała 2004. Steganacarus diatropos ingår i släktet Steganacarus och familjen Phthiracaridae. Inga underarter finns listade i Catalogue of Life.